# Bordes d'Artamont
Les Bordes d'Artamont és un poblat de bordes del terme municipal de Lladorre, a la comarca del Pallars Sobirà.
Aquestes bordes, de propietat privada, estan situades a la dreta del Riu de Lladorre, al sud-est de les Bordes d'Ison i al sud de les Bordes de Cabullera, a prop i al sud-oest del Pla de Boavi.
Tot i que es tractava d'un grup de bordes, amb aparença de poble, no arribava a ser-ho, ja que, d'una banda, no tenia població permanent, sinó tan sols en les èpoques que els treballs en els prats i la muntanya feien que s'hi visqués, i de l'altra, no tenia cap dels serveis propis d'un poble (església, cementiri, botiga, etc.).